# Maria-Hemelvaartkerk (Keulen)
De rooms-katholieke parochiekerk Maria-Hemelvaart (Duits: St. Mariä Himmelfahrt) was voor lange tijd na de Dom van Keulen de grootste kerk van de Duitse stad Keulen (Duits: Köln) en is een van de weinige nog bestaande architectonische getuigenissen van de barok in de stad. De kerk, een voormalige kerk van de Jezuïeten, ligt aan de Marzellenstraße, op een steenworp afstand van de Dom van Keulen.

## Geschiedenis
Het gebouw is een ontwerp van de uit Wolfach afkomstige Christoph Wamser. Deze architect had eerder de Jezuietenkerk in Molsheim (Elzas) ontworpen, een kerk die als voorbeeld diende bij het ontwerp van de Maria-Hemelvaartkerk. De eerste steen werd in 1618 gelegd. In 1629 werd de kerk in gebruik genomen en in 1678 werd de kerk voltooid.
Tijdens de Franse Revolutie werd de kerk ontheiligd en in gebruik genomen als tempel van de rede. Burgers van Keulen en in het bijzonder de raadsheer Laurenz Fürth wisten door verwerving de kerk voor algehele afbraak te behoeden. Na het Concordaat van 1801 werd de kerk weer als godshuis gewijd. Sinds 1803 is de kerk een parochiekerk met het patrocinium van de Maria-Tenhemelopneming.
In de Tweede Wereldoorlog werd de kerk door geallieerde bombardementen tot op de buitenmuren vernietigd. Daken en torens waren vernield, het koor en de gewelven ingestort en het interieur was volledig uitgebrand. Het transept werd getroffen door een voltreffer. Een deel van de inrichting, zoals schilderijen en beelden, werd echter tijdig in veiligheid gebracht. Talloze fragmenten van de inrichting konden later nog uit het puin worden geborgen. In de jaren 1949-1979 werd de kerk geheel in de oorspronkelijke staat hersteld.

## Afmetingen
- totale lengte: 60,15 meter
- totale breedte: 24,20 meter
- breedte van het schip: 12,60 meter
- hoogte: 24,80 meter
- breedte zijbeuk: 4,80 meter

De kerk is een driebeukige basiliek met galerijen, zeven traveeën en een smal transept. De westelijke gevel heeft een groot gotisch venster en wordt geflankeerd door twee iets naar voren springende torens. De klokkentoren van de kerk met zeven klokken verheft zich achter het koor aan de oostzijde.

## Inrichting
Het gebouw heeft talrijke kenmerken uit de gotiek, zoals de spitsbogen en de rijke netgewelven. Barok is echter de inrichting van de kerk en de ruime lichtinval door de (ook oorspronkelijk) kleurloze vensters.
Bezienswaardig zijn:
- Het 22,50 meter hoge hoogaltaar uit 1628 in opdracht van keurvorst Ferdinand van Beieren uitgevoerd (van 1964-1979 gereconstrueerd met aanwending van originele geborgen fragmenten).
- Aan beide zijden van het hoogaltaar bevinden zich aan de koorwanden vier schilderijen met rijk versierde omlijstingen. Achter de schilderijen bevinden zich nissen, waarin tot de verwoesting in de laatste wereldoorlog relikwieën opgesteld werden. Op feestdagen werden de schilderijen verwijderd om de relikwieën zichtbaar te maken. De schilderijen werden tijdig gered en worden toegeschreven aan Johann Toussyn en stellen scènes uit het leven van de heilige Maagd Maria en Jezus in Zijn kindertijd voor.
- Het tabernakel.
- De in rood en wit marmer uitgevoerde communiebank uit 1724.
- De kansel uit 1634 van de Augsburger beeldhouwer J. Geiselbrunn.

## Afbeeldingen

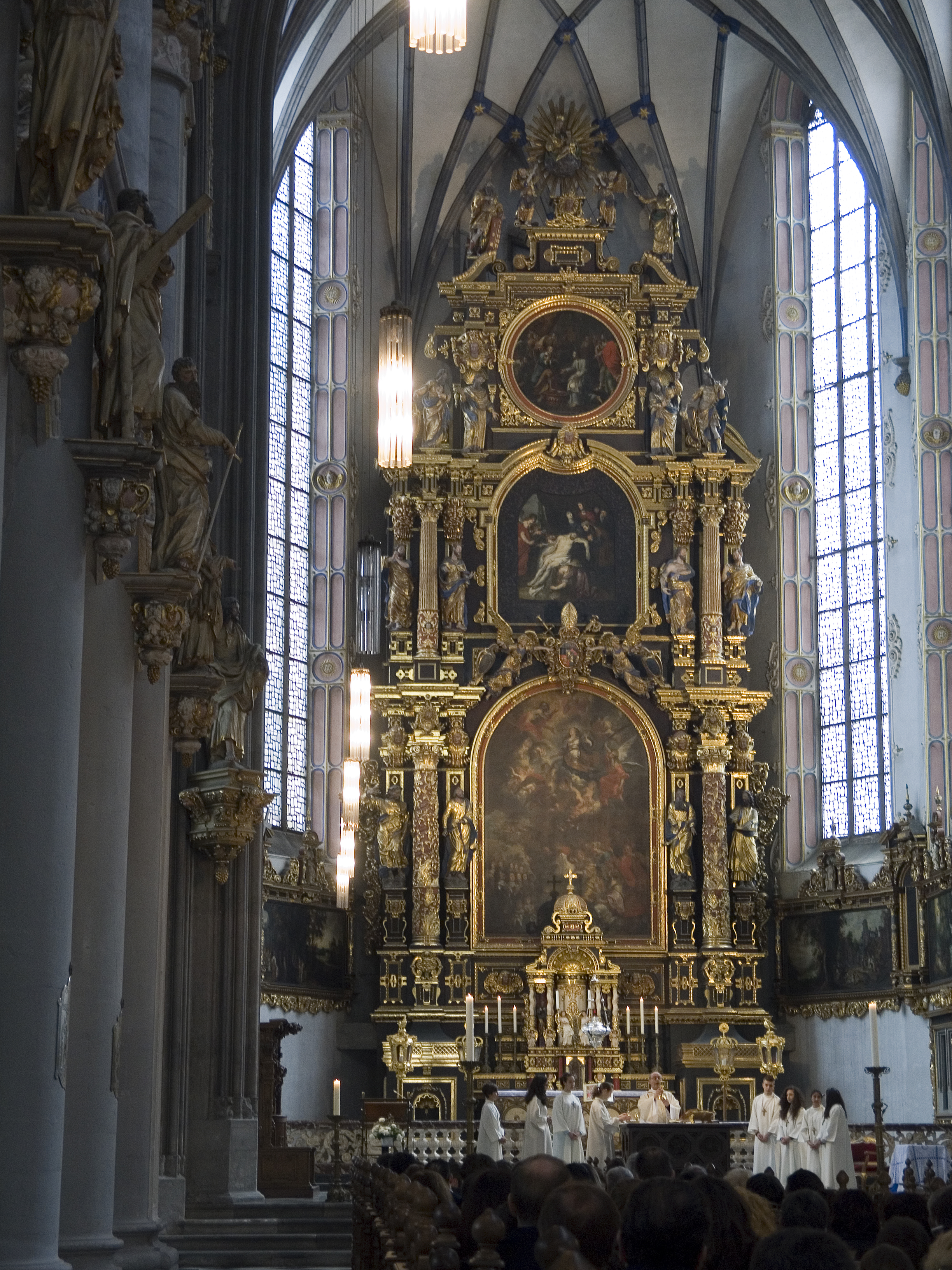
Hoogaltaar
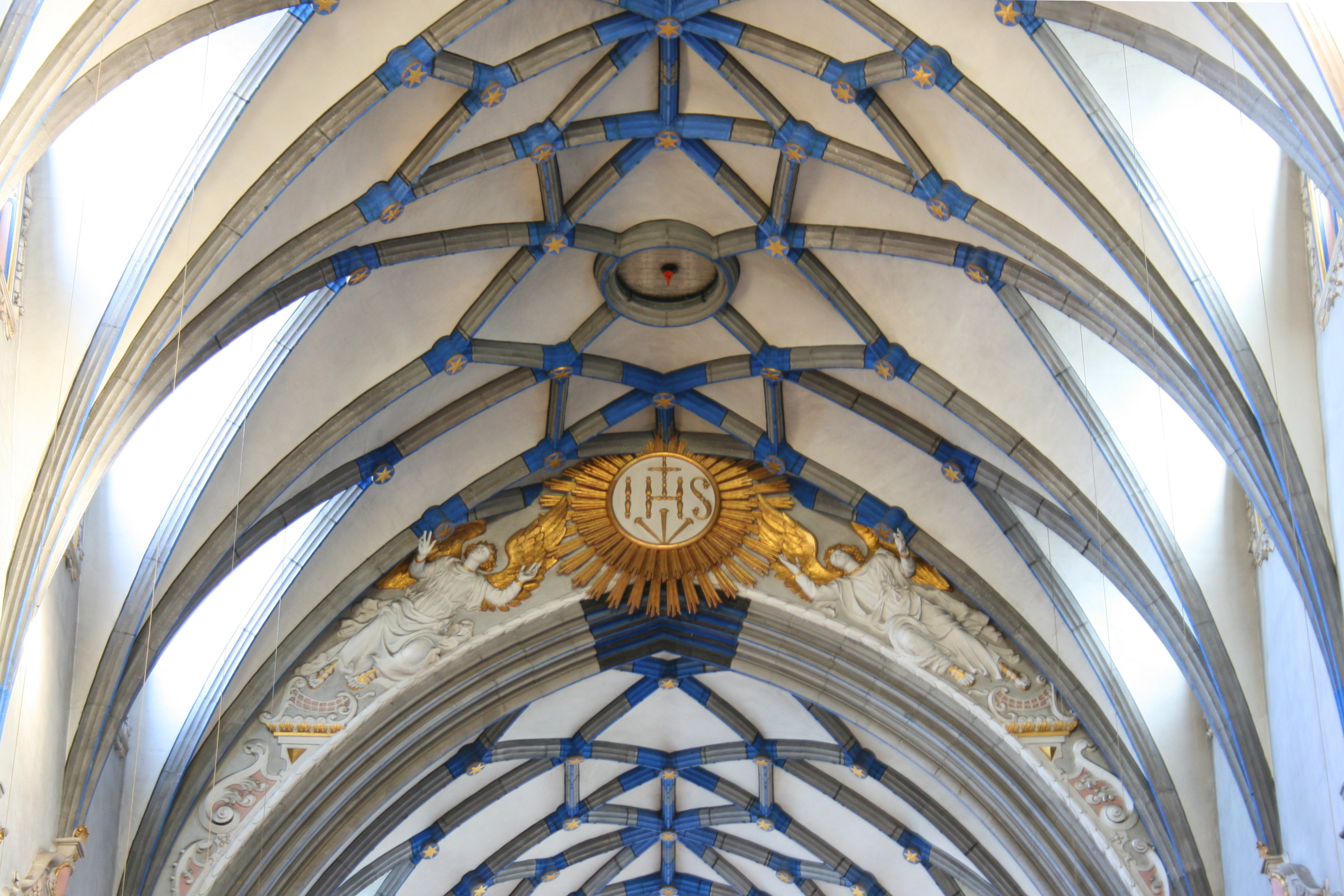
Netgewelf
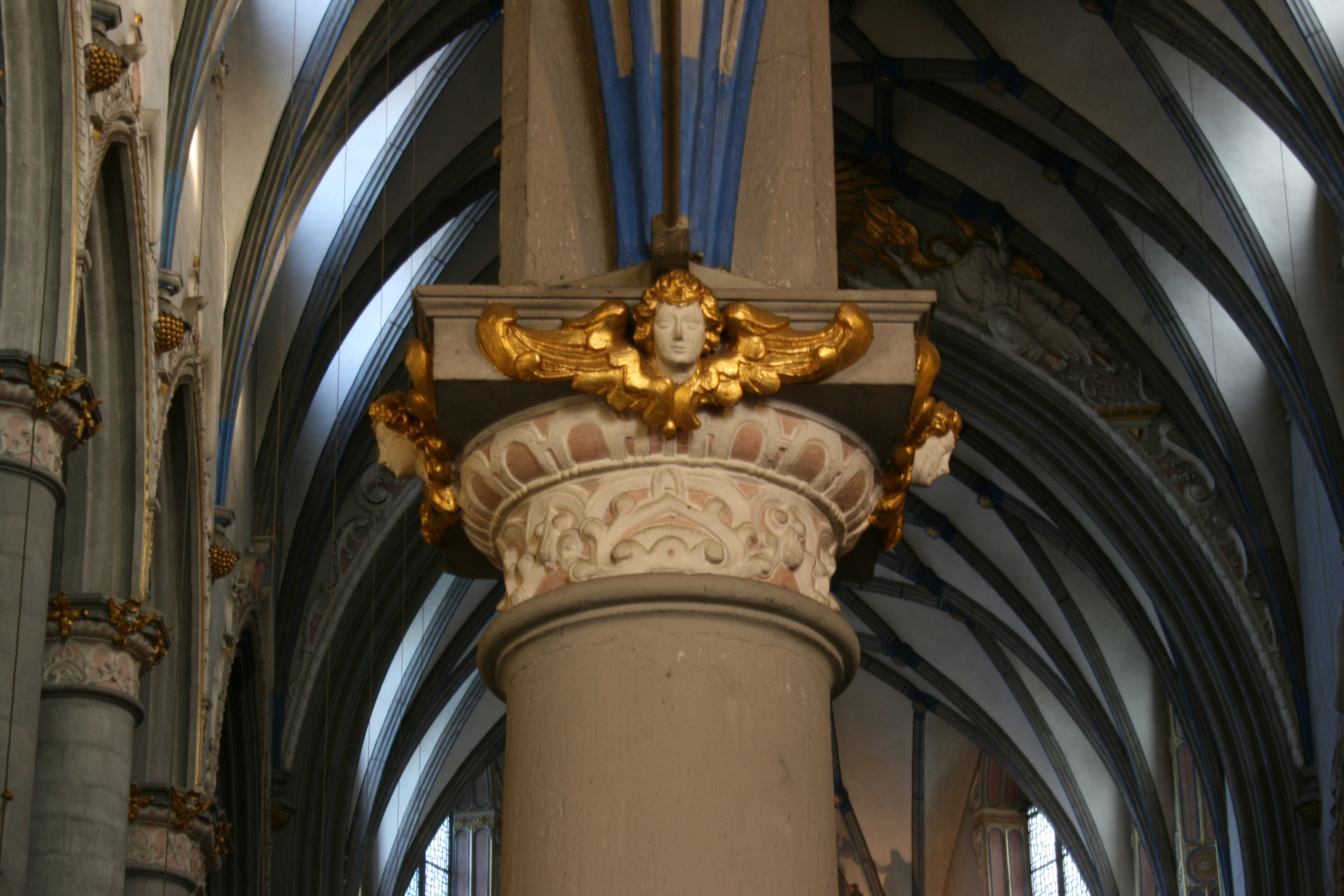
Kapiteel
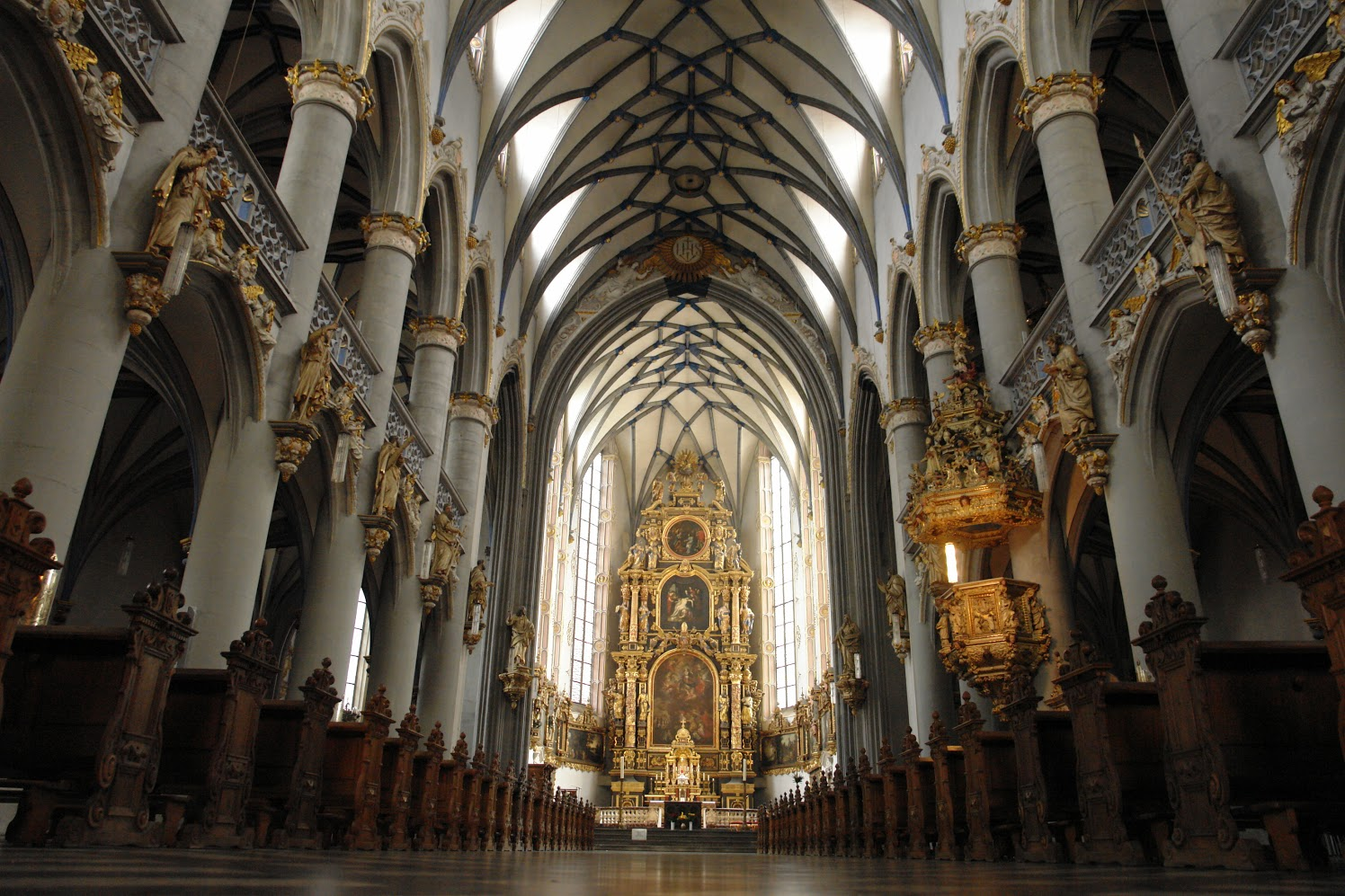